# فهرست مکان‌های خودکشی
در زیر فهرستی از مکان‌های مورد علاقه خودکش‌ها برای انجام خودکشی، که عموماً نیز به شکل پرش از ارتفاع صورت می‌گیرد، آورده می‌شود. در برخی از این مکان‌ها نرده ضد خودکشی نصب شده‌است. از آنجاکه اعلام آمار دقیق خودکشی صورت گرفته در مکان‌های مختلف، احتمال دارد سبب ترغیب خودکش‌ها به رفتن به این مکان‌ها شود، لذا ارائه آمار دقیق قدری دشوار است.

## مشهورترین‌ها
- پل رودخانه یانگ‌تسه نانجینگ، نانجینگ، چین. بیش از ۲٬۰۰۰ خودکشی از ۱۹۶۸ تا ۲۰۰۶.

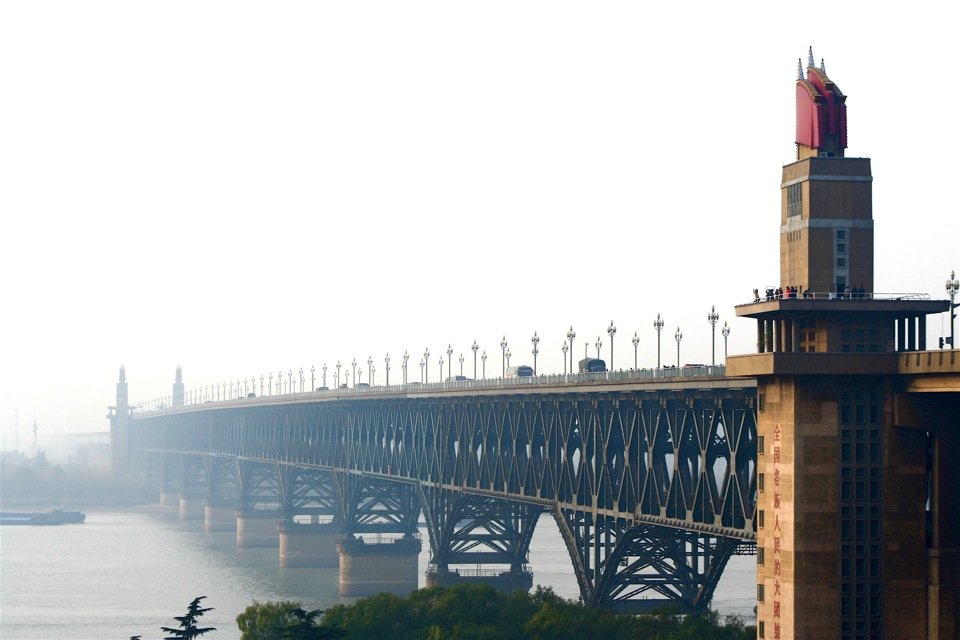
پل رودخانه نانجینگ ینگزته

- پل گلدن گیت، سانفرانسیسکو، کالیفورنیا، ایالات متحده آمریکا. بیش از ۱٬۵۰۰ خودکشی.

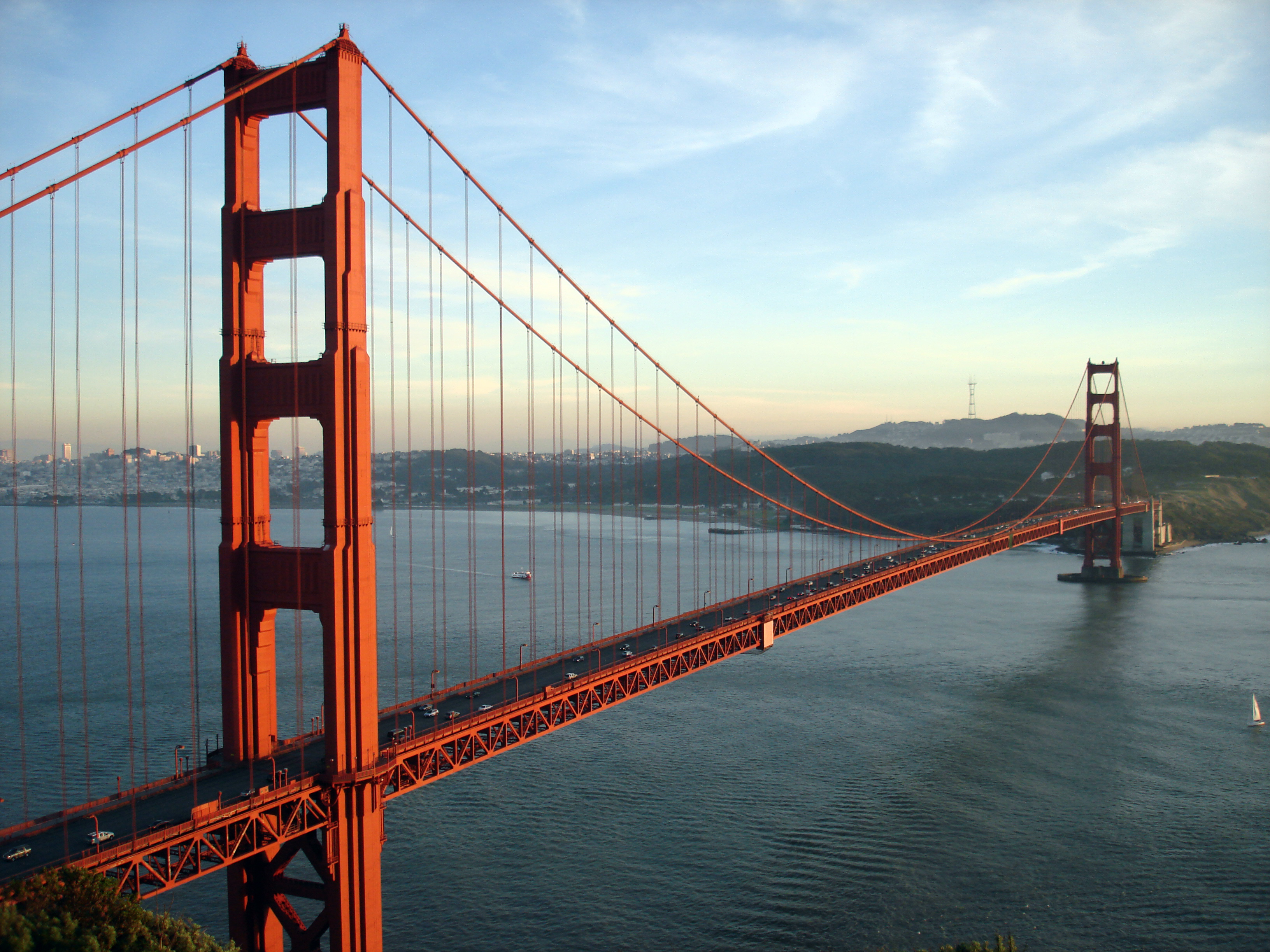
پل گلدن گیت

- پل پرنس ادوارد، تورنتو، اونتاریو، کانادا. ۴۹۲ خودکشی پیش از ساختن نرده ضد خودکشی. این پل به جاذب خودکشی (suicide magnet) مشهور است.

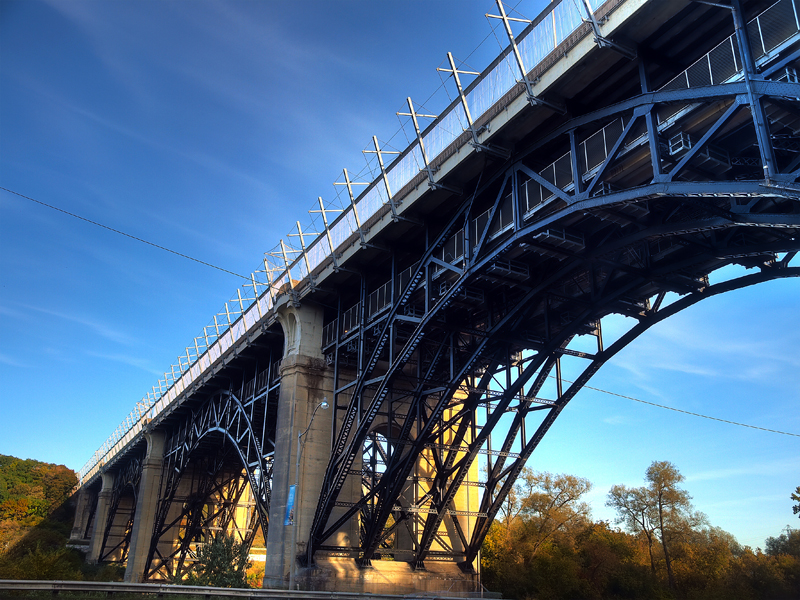
پل پرنس ادوارد

- جنگل آئوکیگاهارا، کوه فوجی، ژاپن. با بیش از ۷۸ خودکشی در سال، این محل دومین مکان در دنیا از نظر میزان خودکشی‌های انجام شده در آن شناخته شده‌است.

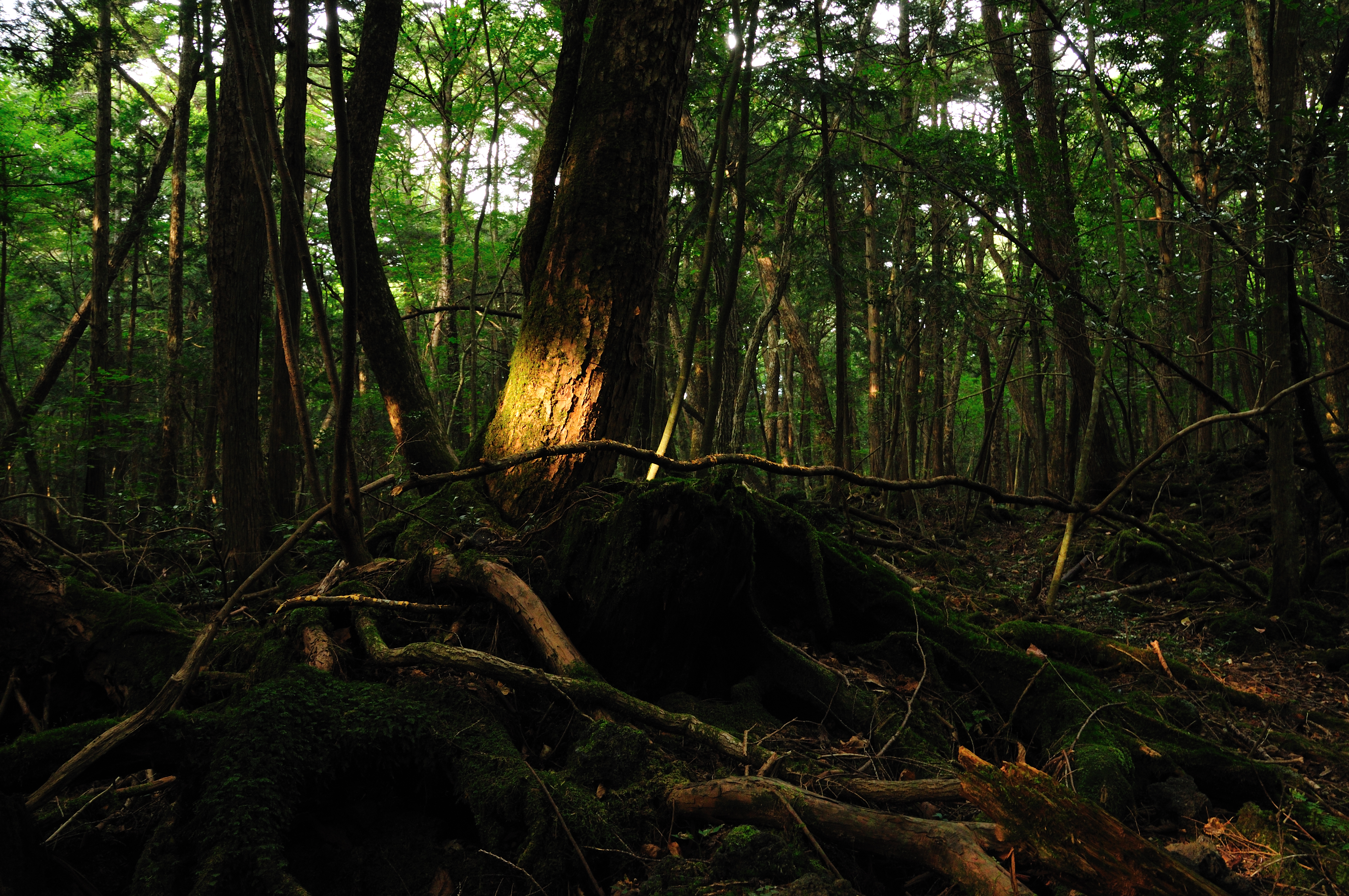
جنگل آوکیگاهارا

## آفریقا
- پل ون استادنز، کیپ شرقی، آفریقای جنوبی. ۸۸ خودکشی از ابتدای ساخت در ۱۹۷۱.
- آسمان‌خراش پونت سیتی

## آسیا
- برج اول کرمان

برج میلاد، تهران، ایران. تاکنون ۳ مورد خودکشی موفق از فراز برج میلاد در اخبار اعلام شده‌است.
- پل زیر گذر میدان رازان بروجرد: تا کنون ۱۰ مورد خودکشی از بالای پل زیر گذر در رسانه‌ها اعلام شده‌است.
- متروی تهران، تهران، ایران. به گفته مسوولین به‌طور متوسط هر ماه یک خودکشی موفق در مترو تهران اتفاق می‌افتد.[۲]
- کوه میهارا، ژاپن. کیوکو ماتسومتو پس از آنکه در سال ۱۹۳۳ خود را به دره این کوه پرت کرد، سبب افزایش خودکشی تقلیدی شد و صدها خودکش خود را به این ناحیه رسانیدند تا آنکه در سال ۱۹۳۶ رفتن به آنجا ممنوع اعلام شد.
- ایستگاه شین-کویوا، ژاپن.
- توجینبو، ژاپن.
- آوکیگاهارا، ژاپن.
- رودخانه ووان ینگسته، ووان، چین. ۲۴٫۷ خودکشی در سال.
- صخره پیجنز، بیروت، لبنان.
- بدوک رزرویر، سنگاپور.
- بلاویستا ویلا، هنگ کنگ.
- سویساد پوینت، کودایکانال، هند.

## اروپا
- پل ارسکین، ارسکین، اسکاتلند. نزدیک به ۱۵ مورد در سال.
- پل بسفر، استانبول، ترکیه. بیش از ۱۰۰ اقدام به خودکشی در سال.
- متروی لندن، لندن، انگلیس. ۱۰۰ تا ۱۵۰ مورد در سال.
- بیچی هد، ساسکس شرقی، انگلیس. بیش از ۲۰ مورد در سال.
- پل هامر، کینگستن هال، انگلیس. از زمان ساختش در ۱۹۸۱ تاکنون بیش از ۲۰۰ مورد اقدام به خودکشی صورت گرفته که تنها ۵ تن زنده ماندند.
- پل دوک شارلت بزرگ، لوکزامبورگ. بیش از ۱۰۰ مورد از ۱۹۶۶ تا کنون. پس از ساخت نرده ضد خودکشی در ۱۹۹۳ از پرش افراد خودکش بر روی خانه‌های زیر پل جلوگیری به عمل آمد.
- صخره‌های موهر، ایرلند. ۴ مورد در سال ۲۰۰۸.
- صخره توریسالو، استونی.
- پل آسپاروهف، وانا، بلغارستان.
- صخره بنینوو. کرواسی.
- صخره پرکستولن، نروژ. دور بودن و در ارتفاع بودن این صخره مانع زیاد شدن رقم خودکشی در آن شده اما هستند تعداد کمی که برای این کار بدان صعود می‌کنند.

## آمریکای شمالی
- پل کرونادو، کالیفورنیا، ایالات متحده آمریکا. بیش از ۲۰۰ مورد از ۱۹۷۲ تا ۲۰۰۰ و موارد دیگر پس از آن.
- پل جورج واشینگتن بین نیوجرسی و نیویورک. با متوسط ۱۰ مورد در هر سال که بیش‌ترین آن در ۲۰۱۲ و ۱۸ مورد گزارش شده‌است.
- پل آرورا، واشینگتن (ایالت)، ایالات متحده آمریکا. بیش از ۲۳۰ مورد از ۱۹۳۲ تا کنون.
- پل گلدن گیت، سان فرانسیسکو، کالیفورنیا، ایالات متحده آمریکا.
- پل سان شاین اسکای وی، تمپا بی، فلوریدا، ایالات متحده آمریکا. دست کم ۱۳۰ خودکشی موفق و ۱۰ خودکشی ناموفق از زمان ساخت پل یعنی ۱۹۸۲ تاکنون در آن اتفاق افتاده‌است. در سال ۱۹۹۹ برای پیشگیری از خودکشی ۶ علامت نشان دهنده شماره تلفن فوریتی بحران روی این پل نصب شد و سبب نجات ۱۸ خودکش گردید اما تغییر چندانی در تعداد متوسط خودکشی‌ها ایجاد نکرد.
- پل پرنس ادوارد، تورنتو، اونتاریو، کانادا. پس از ساخت نرده ضد خودکشی، دیگر در آن خودکشی اتفاق نیفتاد.
- پل جکس کارتیر، مونترآل، استان کبک، کانادا. بیش از ۱۴۳ مورد پیش از ساخت نرده ضد خودکشی در سال ۲۰۰۳.
- پل فورستیل، کالیفرونیا، ایالات متحده آمریکا. به تخمین ۵۵ مورد از زمان ساخت در ۱۹۷۳ تا کنون.
- پل نیوریور جورج، ویرجینیای غربی، ایالات متحده آمریکا.
- آبشار نیاگارا، کانادا. از ۱۸۵۶ تا ۱۹۹۵ بیش از ۲٬۷۸۰ مورد ثبت شده با متوسط سالیانه ۲۰ تا ۲۵ مورد.
- پل ویستا، اورگان، ایالات متحده آمریکا. سالیانه ۴ مورد به‌طور متوسط.
- پل تاپان زی، نیویورک، ایالات متحده آمریکا. در این پل که به "گلدن گیت شرق" مشهور است، از ۲۰۰۰ تا ۲۰۱۲ بیش از ۳۰ مورد خودکشی ثبت شده‌است.

## اقیانوسیه
- صخره گپ، نیو ساوت ولز، سیدنی، استرالیا. تقریباً ۵۰ خودکشی در هر سال.
- پل وست گیت، ملبورن، استرالیا. تقریباً یک مورد خودکشی در هر سه هفته.
- پل گرفتون، آوکلند، زلاند نو. در سال ۱۹۹۶ نرده ضد خودکشی از روی این پل برداشته و سپس در سال ۲۰۰۳ دوباره نصب شد.

## آمریکای جنوبی
- بیادوکتو گارسیا کادِنا، بوکارامانگا، کلمبیا.
- پل شاه ادواردو بینا، لیما، پرو. به دلیل نرخ خودکشی بالا در این پل، آن را با پنجره‌های مسطحی پوشاندند. خیابانی که از زیر این پل می‌گذرد را "خیابان ارواح" نامیده‌اند.